# Ворсування

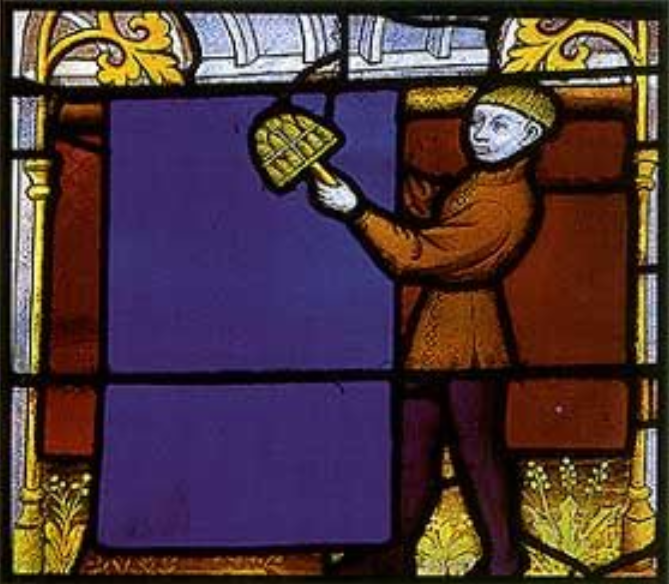
Ворсування за допомогою суплідь черсаку. Вітраж храму Нотр-Дам Семур-ан-Оксуа (колегіальна церква), XV століття, Франція

Ворсува́ння — створення ворсу (начосу) на поверхні ворсових тканин, повстяних виробів і нетканих матеріалів шляхом механічного витягування на поверхню тканин кінців волокон. Ворсування проводять при виготовленні байки, фланелі, замші, фетрових капелюхів, валяного взуття. Після ворсування вироби стають м'якшими на дотик, краще тримають тепло, покращується також їхній вигляд та зносостійкість.
Для ворсування використовують ворсувальні машини, де для витягування волокон використовують голчасту стрічку або наждачний папір, закріплені на робочому органі машини — барабані з розміщеними на ньому ворсувальними шишками або валиками. До поширення в XX столітті кардострічок для ворсування використовували також супліддя черсаку.